# Bakuon Retto
Bakuon Rettō (яп. 爆音列島 Бакуон рэтто:, «Архипелаг ревущих моторов») — манга авторства Цутому Такахаси. Повествует о жизни подростка Такаси Касэ, в начале 1980-х годов вступившего в одну из токийских мотоциклетных банд. Манга демонстрирует бунт молодых людей против общества и в значительной степени основана на личном опыте автора, который в молодости состоял в одной из таких банд.
Манга выходила в журнале Afternoon с 2002 по 2012 год и была объединена в 18 танкобонов издательством Kodansha. Затем повторно выходила в журнале Young King с 2016 по 2020 год и была объединена в 9 танкобонов издательством Shonen Gahosha. В августе и октябре 2018 года в журнале Young King Bull того же издательства появились 2 дополнительные главы манги. 18 танкобонов издательства Kodansha были изданы также во Франции издательством Kana и на Тайване компанией Ever Glory Publishing.
Корейский иллюстратор манхвы Пэк Сын Хун (Baekdoo) в одном из своих интервью утверждал, что стиль рисовки Bakuon Rettō сильно повлиял на его иллюстрации к манхве Dokgo (кор. 독고).

## Сюжет
В 1980 году семья пятнадцатилетнего подростка Такаси Касэ переезжает из Накано в Синагаву, и Такаси идёт в новую школу. В старой школе он связался с дурной компанией, и родители надеются, что в новой школе он забудет дружков-хулиганов. Однако их ожидания не оправдываются, и Такаси немедленно находит себе приятелей в старом духе: Миц (Мицухико) и Маньон (от слова «кроманьонец») вполне сложившиеся хулиганы. К тому же Маньон и старший брат Мица состоят в молодёжной банде байкеров (босодзоку) под названием «Zeros» («Нули»).
Однажды летом Такаси и Маньон отправляются на ночной заезд «Нулей», и один из членов банды предлагает Такаси прокатиться пассажиром. В ходе заезда Такаси несколько раз едва не падает с мотоцикла, а вскоре банду начинают преследовать полицейские машины, и водитель Такаси, пытаясь оторваться от них, заезжает в парк. Там он оставляет Такаси рядом с мотоциклом, а сам уходит за сигаретами, но парк, как вскоре обнаруживает Такаси, находится на территории вражеской банды «Red Emperor» («Красный император»). Несколько «красных императоров», обнаружив мотоцикл, оклеенный символикой «Нулей», избивают Такаси. Несмотря на взбучку и необходимость несколько часов идти домой пешком, Такаси возвращается совершенно счастливым: он опьянён ночным заездом, скоростью и рёвом моторов.
После этого происшествия Такаси начинает ходить на собрания «Нулей» и учится ездить на мотоцикле. Вскоре он принимает участие в массовой драке с членами вражеской банды «Гокураку» (極楽, «Рай») и покупает у юного мотогонщика Кадзуи старый мотоцикл Honda CB400F. Такаси начинает встречаться с девушкой и теряет с ней девственность. Постепенно Такаси становится всё более жестоким и неуправляемым: грабит на улице пьяную женщину, наезжает колесом своего мотоцикла на ногу избитого члена конкурирующей банды, помогает Кувахаре, «куратору» «Нулей» из якудзы, в фирме-прикрытии для преступных дел. В середине 1981 года Такаси ставят на учёт в полиции как члена молодёжной мотоциклетной банды. Он замечает, что ребята помладше смотрят на него с уважением, а главарь «Нулей» Аясэ — с одобрением. Однако чем больше растёт его авторитет в банде, тем хуже становится обстановка дома: его отец запивает, потом начинает исчезать на целые дни и недели, а мать становится безразличной и теряет интерес к жизни.
В сентябре 1981 года Такаси испытывает жестокое потрясение: возвращаясь домой после ночного заезда, гибнут в автокатастрофе его друзья Маньон и Ниими. Вскоре после этого Такаси бросает школу и посвящает всё своё время банде. Он наконец получает водительские права на мотоцикл — до этого он ездил без них — и организует ночной заезд в память о погибших, стараясь собрать как можно больше мотоциклистов. Собирая участников заезда, он знакомится с Синдзи, единственным представителем «Нулей» в Йокогаме. Синдзи и Кэнго Оки, член банды годом младше Такаси, становятся его самыми близкими друзьями, так как Маньон мёртв, а Миц, и раньше не слишком вникавший в дела банды, окончательно теряет к ней интерес. Зимой 1982 года родители Такаси разводятся и продают квартиру в счёт покрытия долгов отца, который попытался начать своё дело, но потерпел неудачу. Мать Такаси переезжает в соседний город Кавасаки, а Такаси остаётся в Токио, ночуя у товарищей по банде. По знакомству он пытается снять квартиру, но получает отказ, поскольку нигде не работает и не может оплачивать аренду.
Такаси продолжает участвовать в ночных заездах и разборках с конкурентами, однако перед ним всё отчётливее начинает вырисовываться необходимость покинуть банду. После 18 лет наказания за характерные для босодзоку дорожные нарушения значительно ужесточаются, и вследствие этого члены банды практически без исключения покидают её до наступления 18 лет, а лидерские позиции передаются «новому поколению» — тем, кто младше на год. В 1982 году Такаси исполняется 17 лет, и он приходит в ужас и отчаяние от перспективы ухода. Он ощущает, что кроме банды у него ничего нет, и не имеет представления о том, чем он хотел бы заниматься во взрослой жизни. По сравнению с бандой, ночными заездами и драками взрослая жизнь представляется ему жалким, унылым и посредственным существованием. Между тем он видит, что его приятели так или иначе находят свою дорогу: Синдзи поёт и играет в гаражной группе, Кадзуя участвует в мотогонках, Аясэ становится подручным Кувахары и делает себе «якудзовскую» татуировку на всю спину. Чтобы отметиться в истории банды, Такаси решает организовать особенно крупный заезд в память о Маньоне и Ниими. Он обращается к конкурентам — «Красному императору» и «Гокураку» — чтобы набрать как можно больше участников. После трудных переговоров заезд удаётся организовать, но на следующий день после него Такаси арестовывает полиция за вождение в пьяном виде, езду без шлема и сопротивление аресту. Проведя несколько недель в Нэрикане (токийский следственный изолятор для несовершеннолетних), Такаси выходит на свободу с условной судимостью и двухлетним испытательным сроком.
Оказавшись на свободе, Такаси немедленно возвращается в банду, но обнаруживает, что вследствие близости к «уходу на заслуженную пенсию» его авторитет и влияние подвергается сомнению. Младшее поколение в лице Кэнго Оки всё больше наглеет, и вскоре Оки начинает сам заправлять делами, не советуясь с Такаси. В ноябре 1982 года Такаси в последний раз принимает участие в ночном заезде, организованном Оки, а наутро уезжает далеко в сельскую местность. Там к Такаси подходит пятнадцатилетний школьник и восхищается его мотоциклом. Такаси дарит мотоцикл школьнику и пешком отправляется на железнодорожную станцию.

## История создания
Автор Цутому Такахаси неоднократно заявлял, что Bakuon Rettō во многом автобиографическое произведение. В 1980 году ему было 15 лет, и даже дни рождения у автора и его героя Такаси Касэ приходились на один и тот же день. Автор так же был членом мотоциклетной банды, и многие события в манге основаны на его непосредственном опыте. В послесловии к Bakuon Rettō в 2012 году Такахаси писал, что хотел нарисовать мангу про свою юность в банде босодзоку до того, как ему исполнится 44 года — он ощущал, что после этого возраста не сможет как следует описать подростковый пыл и чувство неуязвимости. Редактор журнала манги рекомендовал другой проект, однако Такахаси выбрал Bakuon Rettō. Сюжет манги, по его словам, не составлял для него никакой трудности, поскольку стоило ему обратиться к своей памяти, как нужные сцены сами приходили на ум; основная работа состояла в том, чтобы нарисовать их. Как и Такаси Касэ, автор бросил школу, не окончив её, и двое его друзей погибли в автокатастрофе именно так, как об этом рассказывается в манге. Такахаси писал:
Ещё одна вещь, о которой я абсолютно не хотел врать, это смерть моих друзей... День, когда я в секунду потерял двух товарищей, воспроизведён именно так, как всё было. И Маньон, объезжавший наше место сбора на [своём мотоцикле Honda] Gorilla, и эпизод, [где мы ели] растворимую лапшу... И то, как Ниими положили в мешок [для трупов], всё правда...
Сколько бы ни было воображения у автора, он не опишет, как его пострадавший в катастрофе друг бессознательно чешет у себя между ног. Я смог это изобразить, потому что видел собственными глазами. И я включил в мангу подлинную газетную заметку о смерти Маньона и Ниими, только заголовок изменил. Два человека только что веселились и развлекались с нами, а несколько минут спустя погибли. Это было очень жёсткое происшествие, мне было трудно его принять.

Оригинальный текст (яп.)そしてもうひとつ、絶対にウソを描きたくなかった友達の死……。ふたりの仲間を一瞬にして失った日の事は、全てそのまま再現した。ゴリラに乗ったマニヨンが地帯を１周するのもだし、カップラーメンのエピソードも……。そして新実がズタ袋に入れられたのも事実だ……。
事故った友達が、無意識に股間を掻くなんて描写、いくら想像力のある作家でも無理。あれは目の前で見たから描ける。マニヨンと新実の死亡記事は、オレが取ってあった実際の記事の名前を変えて原稿にした。さっきまで笑いながら遊んでいたふたりの人間が、数分後に死んでいる。こんな強烈な事件をなかなか受け入れられなかった。 

## Список томов

### Kodansha
| №  | Дата публикации | ISBN            |
| -- | --------------- | --------------- |
| 01 | 21 апреля 2003  | ISBN 4063143198 |
| 02 | 23 октября 2003 | ISBN 4063143333 |
| 03 | 23 февраля 2004 | ISBN 4063143406 |
| 04 | 23 августа 2004 | ISBN 4063143511 |
| 05 | 21 декабря 2004 | ISBN 4063143643 |
| 06 | 23 июня 2005    | ISBN 4063143775 |
| 07 | 22 декабря 2005 | ISBN 4063143945 |
| 08 | 23 мая 2006     | ISBN 4063144143 |
| 09 | 23 октября 2006 | ISBN 4063144321 |

| №  | Дата публикации | ISBN               |
| -- | --------------- | ------------------ |
| 10 | 23 февраля 2007 | ISBN 9784063144413 |
| 11 | 23 октября 2007 | ISBN 9784063144710 |
| 12 | 22 февраля 2008 | ISBN 9784063144932 |
| 13 | 22 августа 2008 | ISBN 9784063145199 |
| 14 | 22 января 2010  | ISBN 9784063106121 |
| 15 | 22 декабря 2010 | ISBN 9784063107159 |
| 16 | 22 июля 2011    | ISBN 9784063107500 |
| 17 | 23 марта 2012   | ISBN 9784063107999 |
| 18 | 21 декабря 2012 | ISBN 9784063878554 |

### Shonen Gahosha
| №  | Дата публикации | ISBN               |
| -- | --------------- | ------------------ |
| 01 | 27 марта 2017   | ISBN 9784785959791 |
| 02 | 28 августа 2017 | ISBN 9784785960605 |
| 03 | 25 декабря 2017 | ISBN 9784785961398 |
| 04 | 6 сентября 2018 | ISBN 9784785962999 |
| 05 | 20 декабря 2018 | ISBN 9784785963156 |

| №  | Дата публикации | ISBN               |
| -- | --------------- | ------------------ |
| 06 | 22 июля 2019    | ISBN 9784785964788 |
| 07 | 22 июня 2020    | ISBN 9784785966966 |
| 08 | 25 октября 2021 | ISBN 9784785970178 |
| 09 | 22 ноября 2021  | ISBN 9784785970383 |